# Park Narodowy Chūbu-Sangaku
Park Narodowy Chūbu-Sangaku (jap. 中部山岳国立公園 Chūbu-Sangaku Kokuritsu Kōen) – park narodowy w Japonii, utworzony 4 grudnia 1934 roku.
Park obejmuje ochroną Północne Alpy Japońskie, (góry Hida), w środkowej części wyspy Honsiu (Honshū), w regionie Chūbu, na granicy prefektur: Nagano, Niigata, Toyama oraz Gifu.
W parku Chūbu-Sangaku, którego powierzchnia wynosi 1743,23 km², znajduje się kilka szczytów, których wysokość przekracza 3000 m n.p.m. Najwyższym z nich jest Hotaka-dake, a 10 m mniej liczy Yari-ga-take.

Jednym z najsłynniejszych miejsc w PN Chūbu-Sangaku jest ciągnąca się wzdłuż rzeki Azusa dolina Kamikōchi, która znajduje się na wysokości 1525 m n.p.m. na południe od szczytu Hotaka, pomiędzy pasmami gór Yake na południowym zachodzie a Kasumizawa na wschodzie.

Na terenie parku znajdują się również: największa w Japonii zapora (na rzece Kurobe) oraz Shōmyō, drugi pod względem wysokości wodospad japoński.

## Galeria

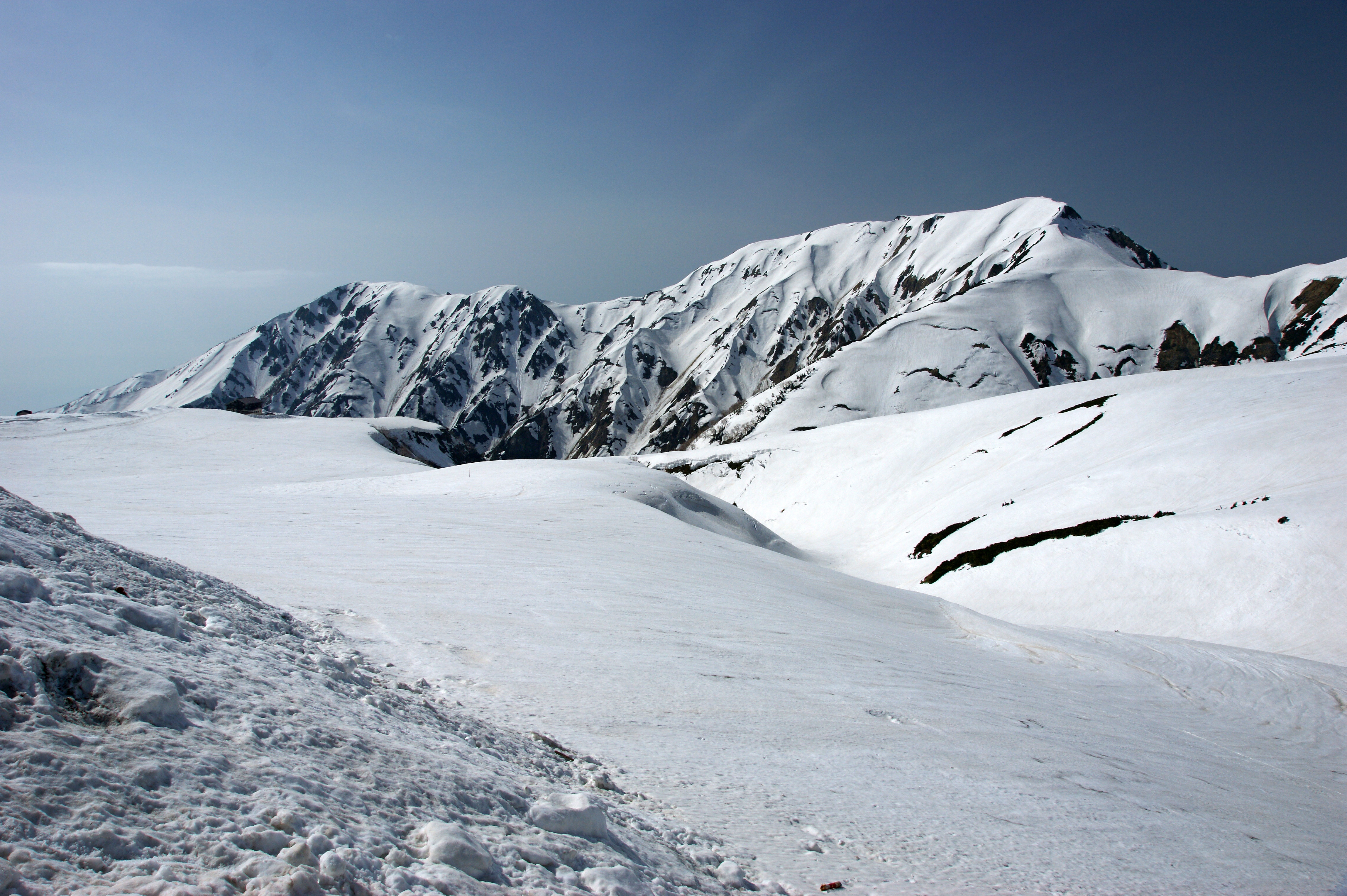
Trzy szczyty Dainichi
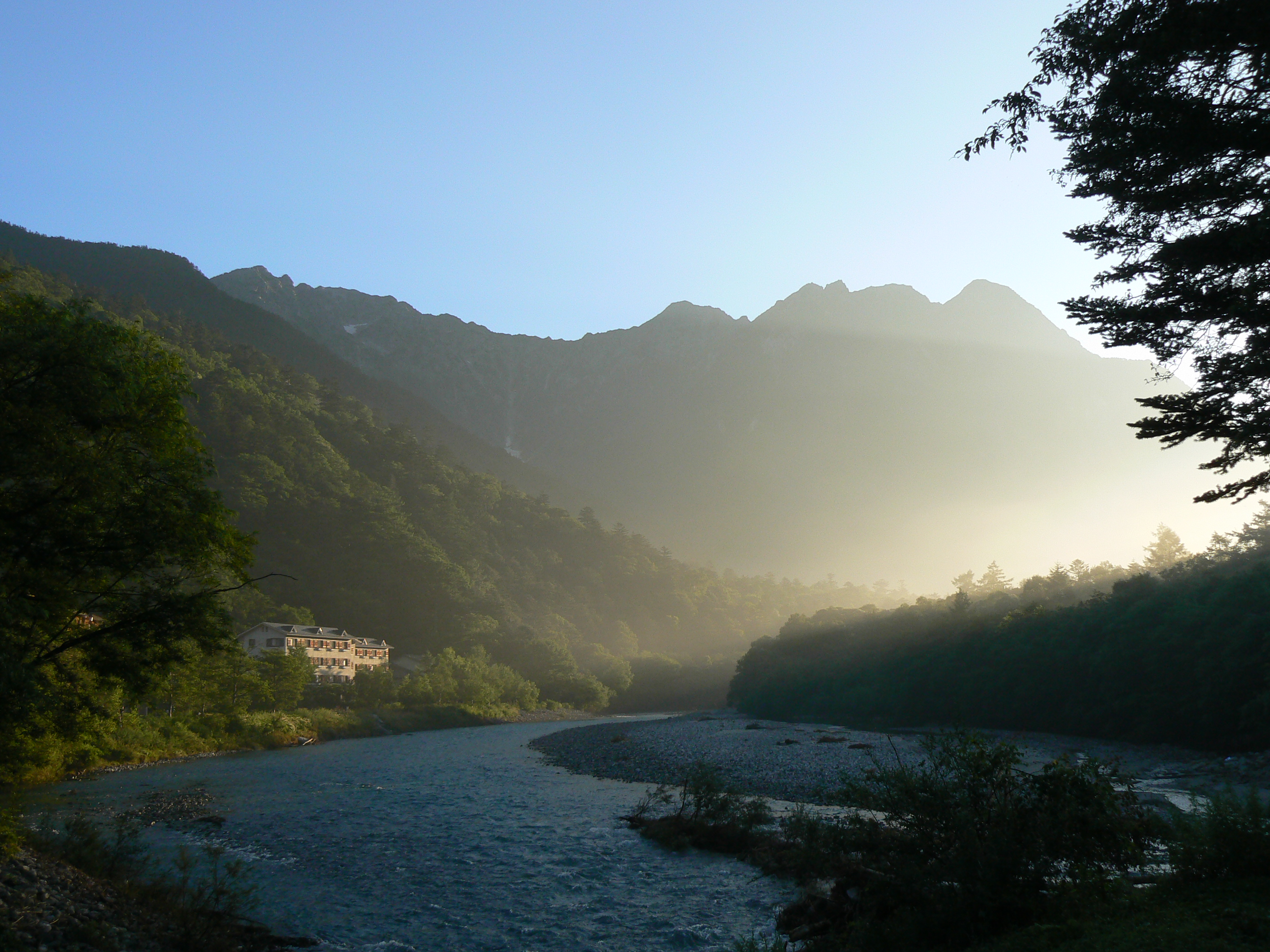
Rzeka Azusa
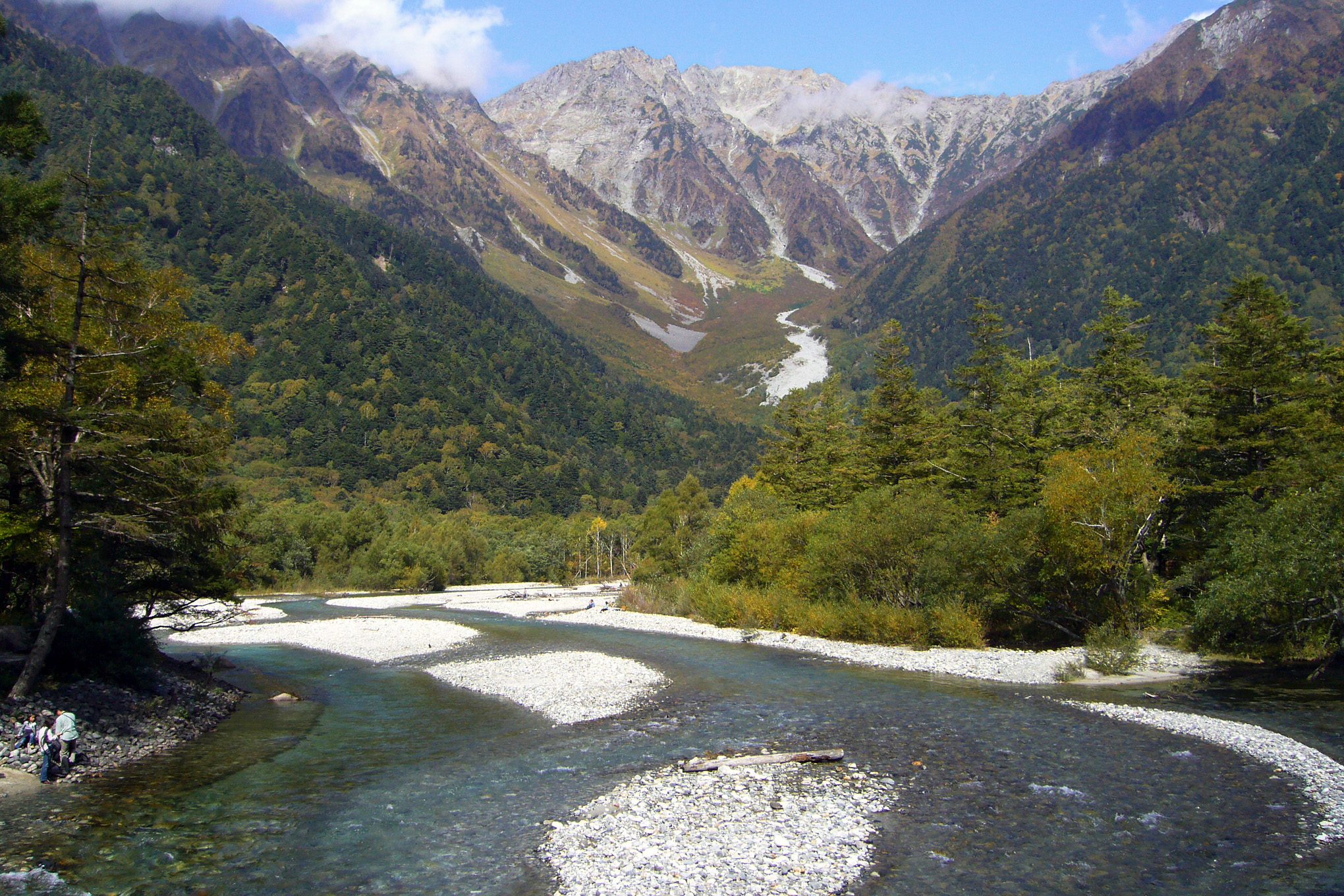
Dolina wysokogórska Kamikōchi (1 500 m n.p.m.), w tle Hotaka, najwyższy szczyt gór Hida
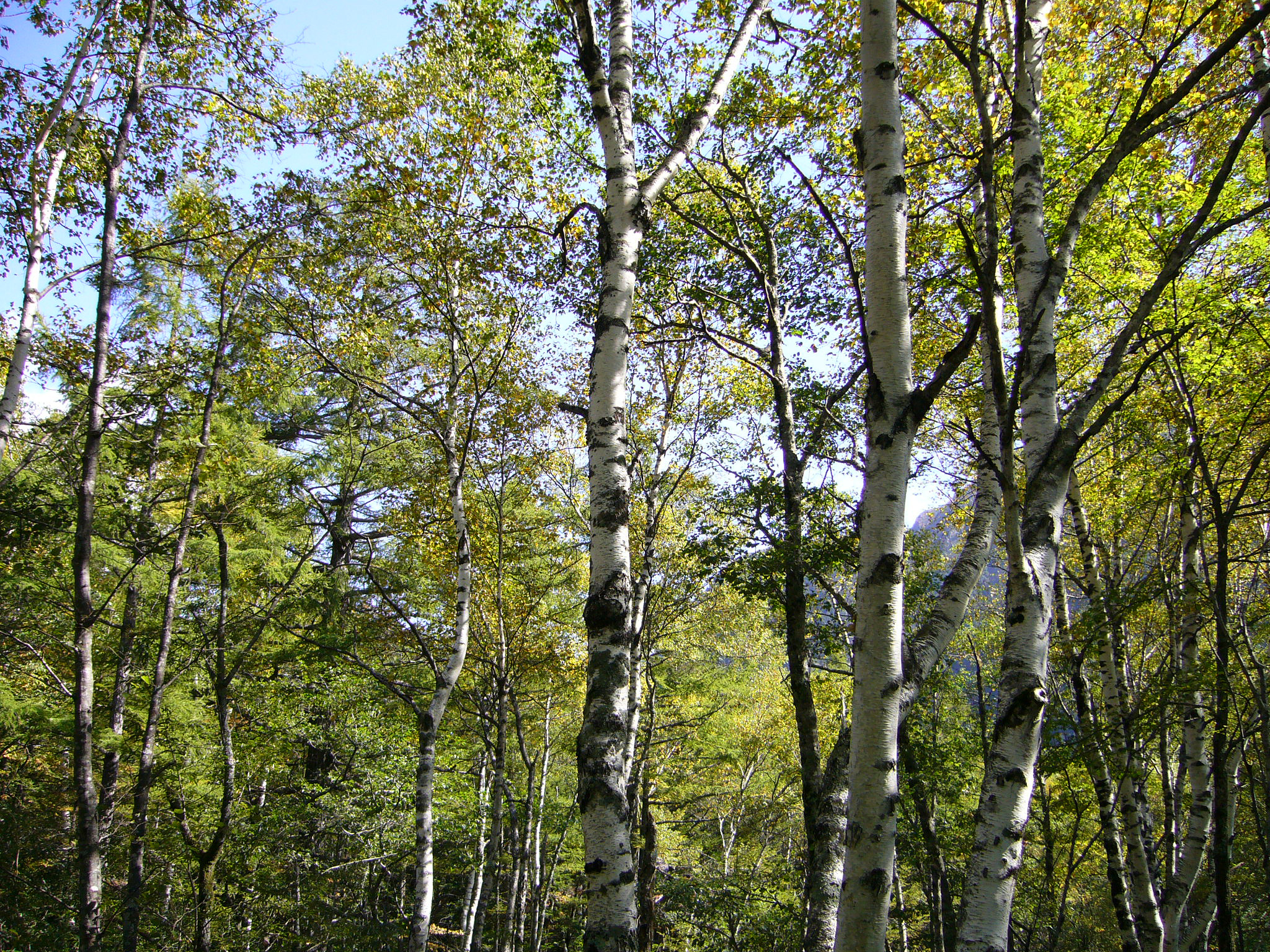
Brzozowy las w dolinie Kamikōchi
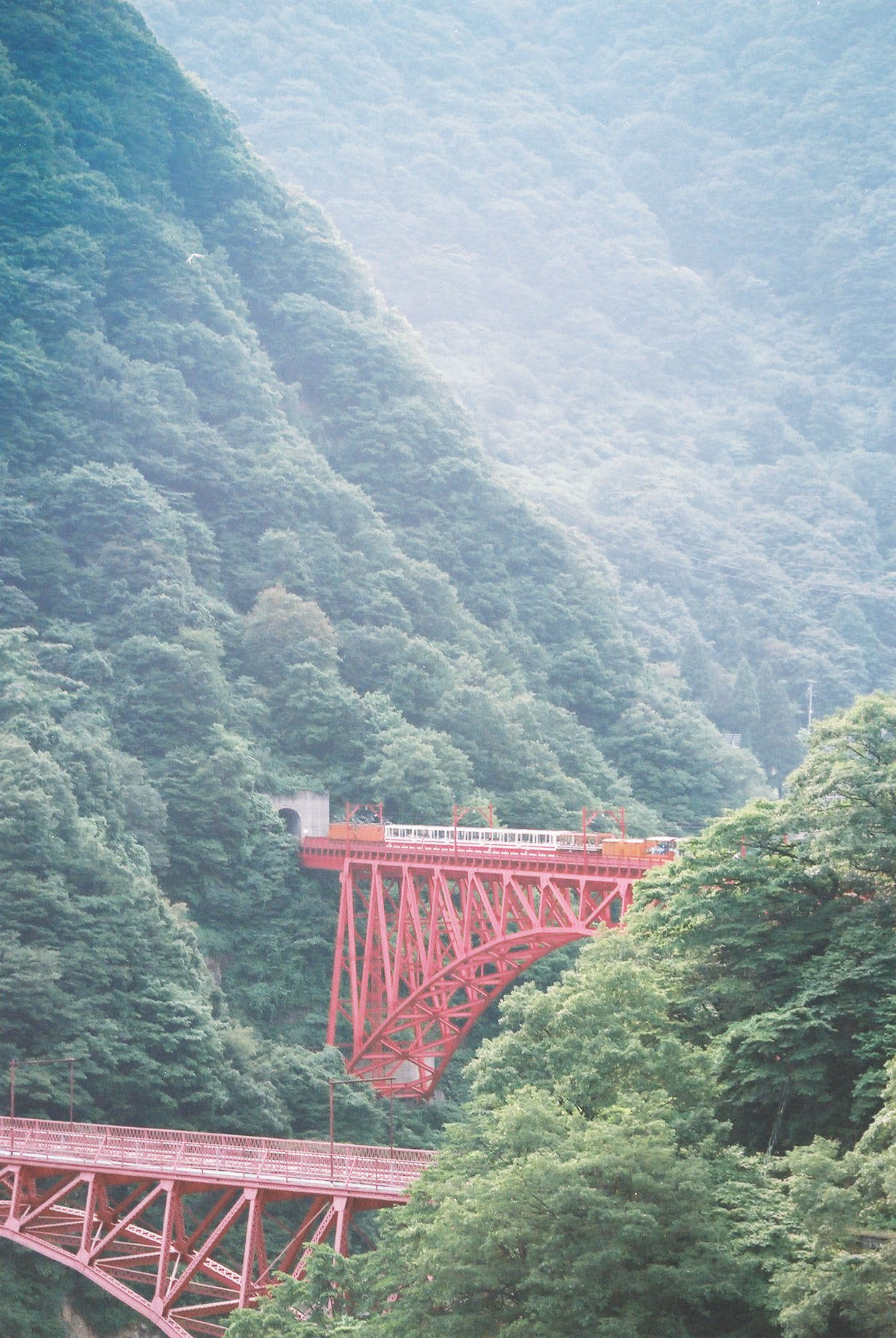
Mosty nad doliną Kurobe
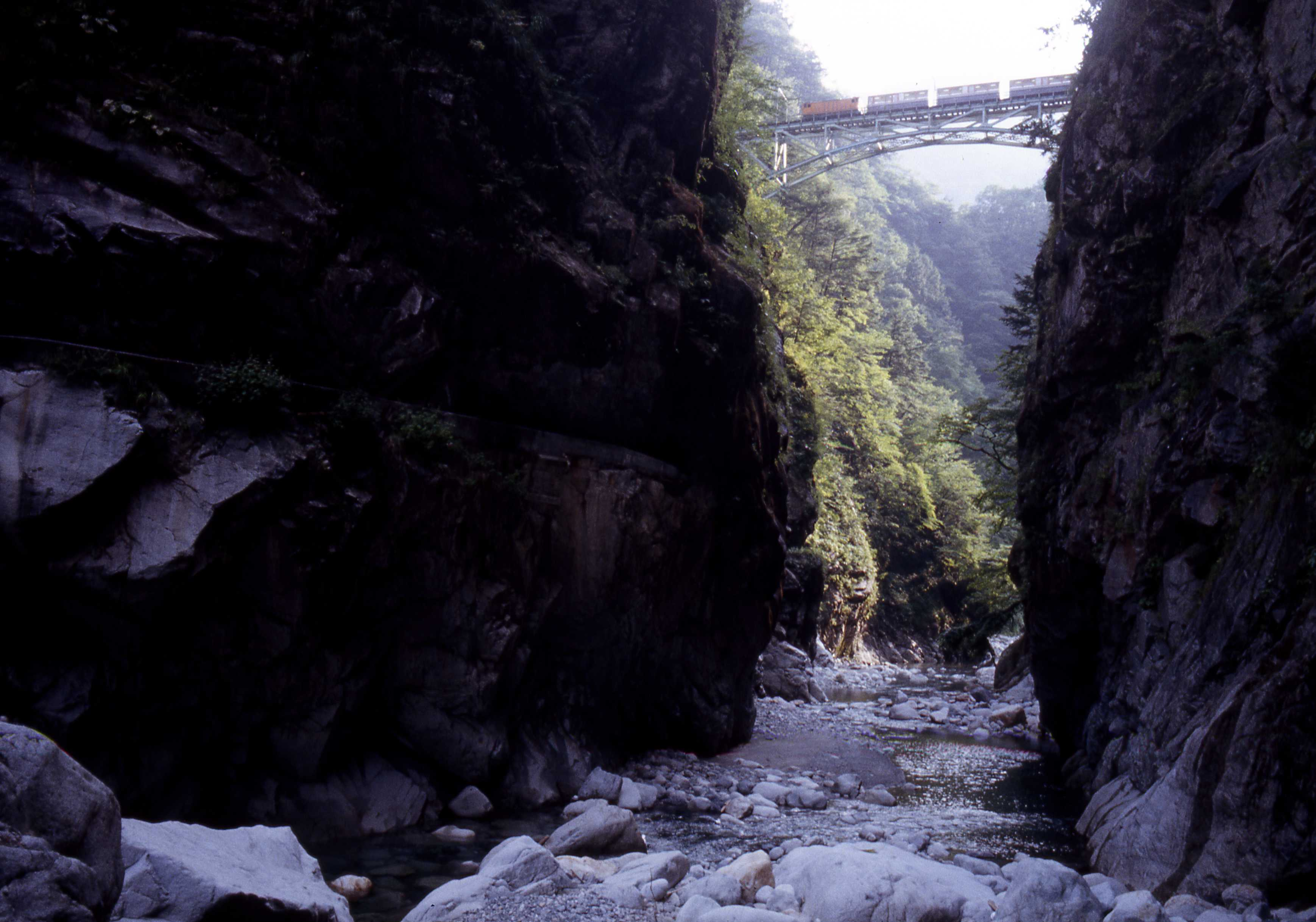
Most kolejowy nad przełomem Kurobe w pobliżu Kuronagi
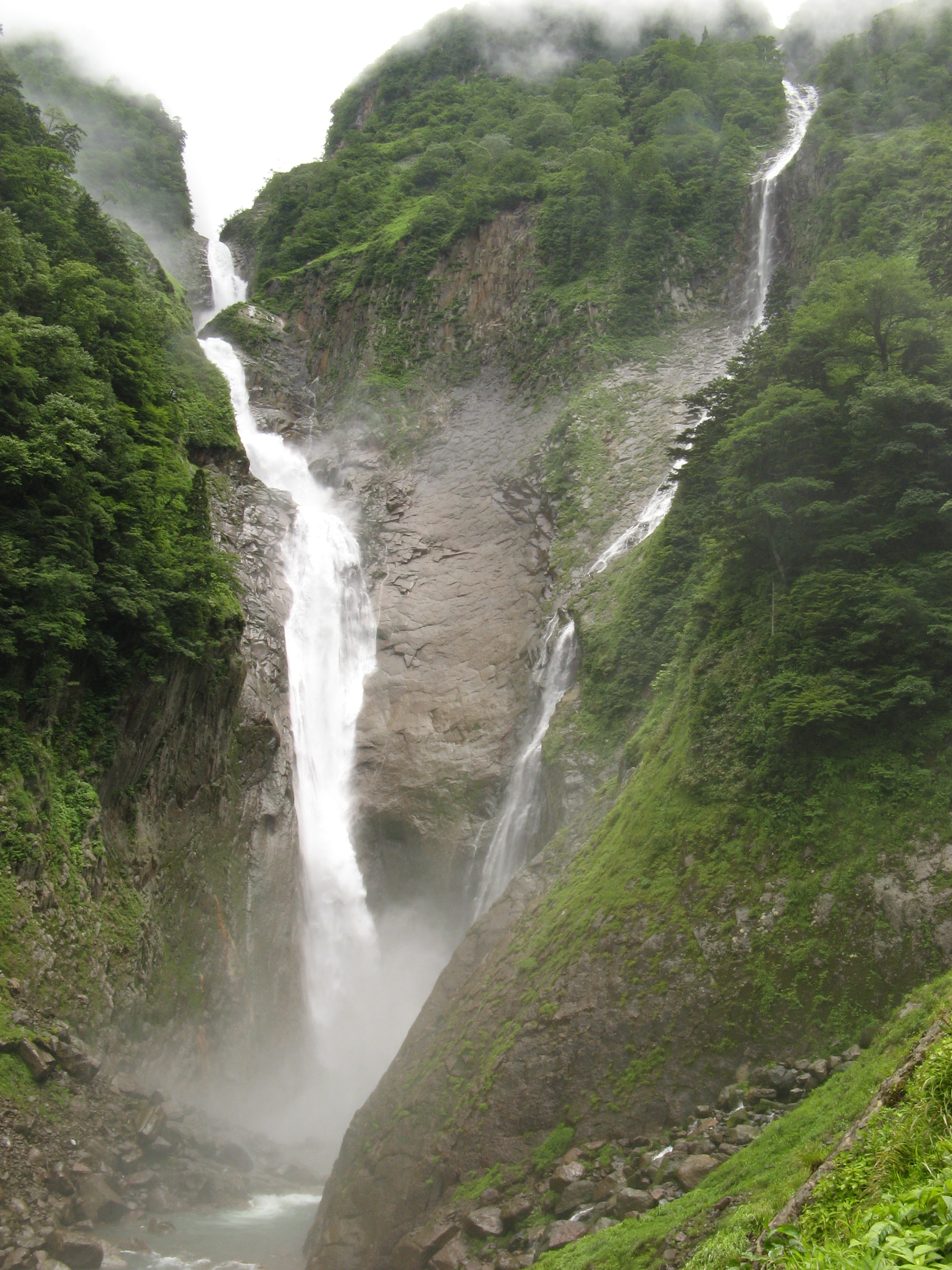
Shōmyō - drugi pod względem wysokości wodospad japoński
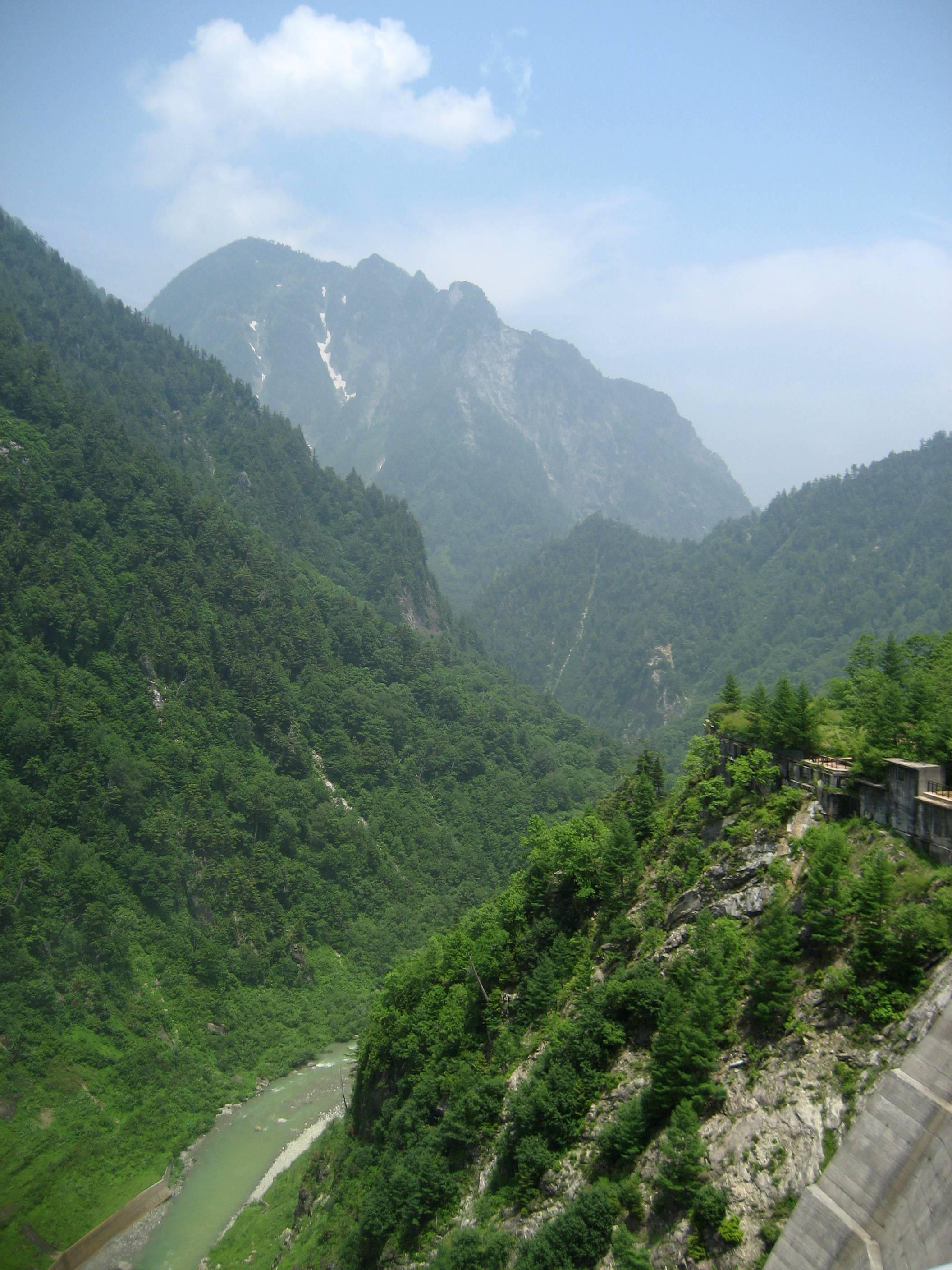
Góry Hida, widziane z zapory Kurobe
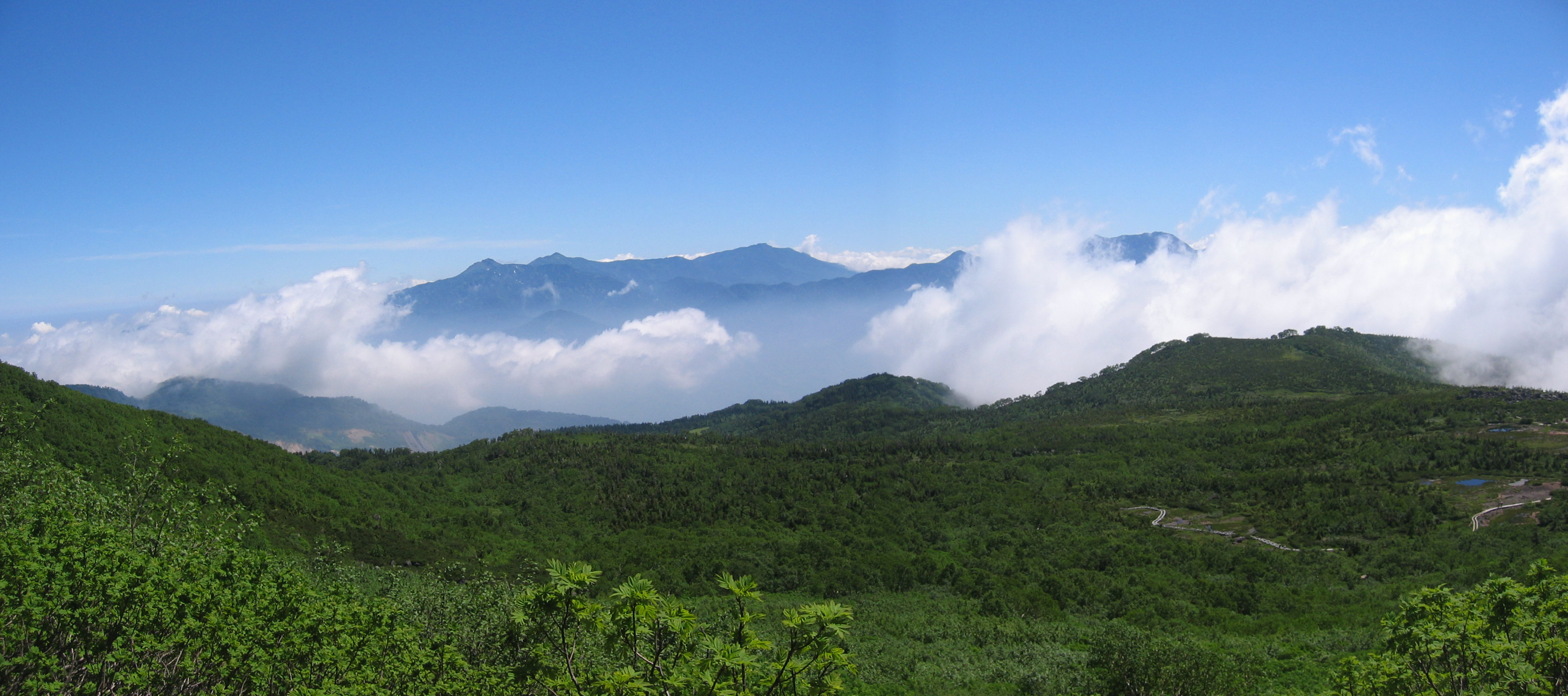
Góry Hida, inaczej Północne Alpy Japońskie
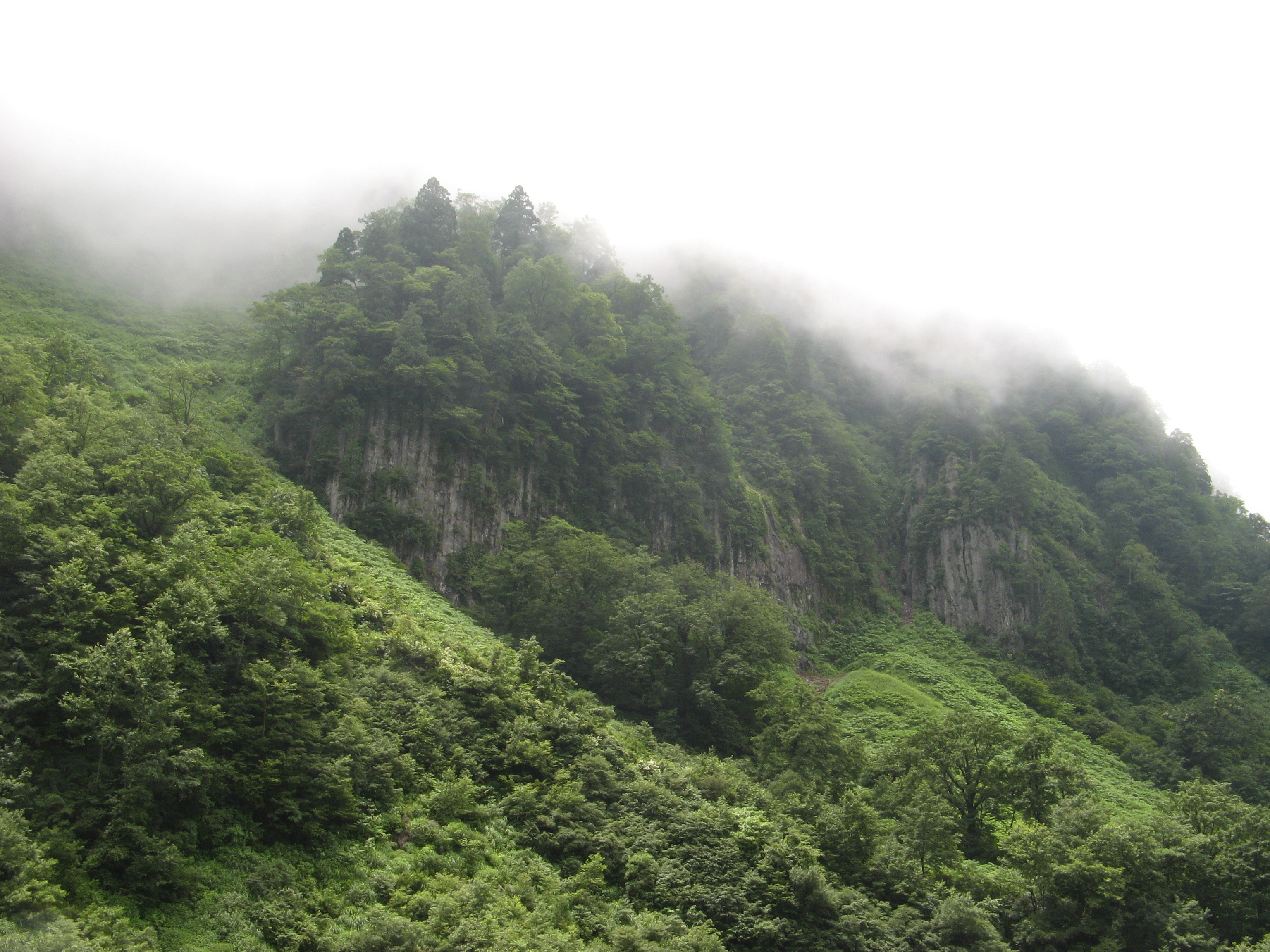
Diabelska Ściana (Akushiro-no-kabe)
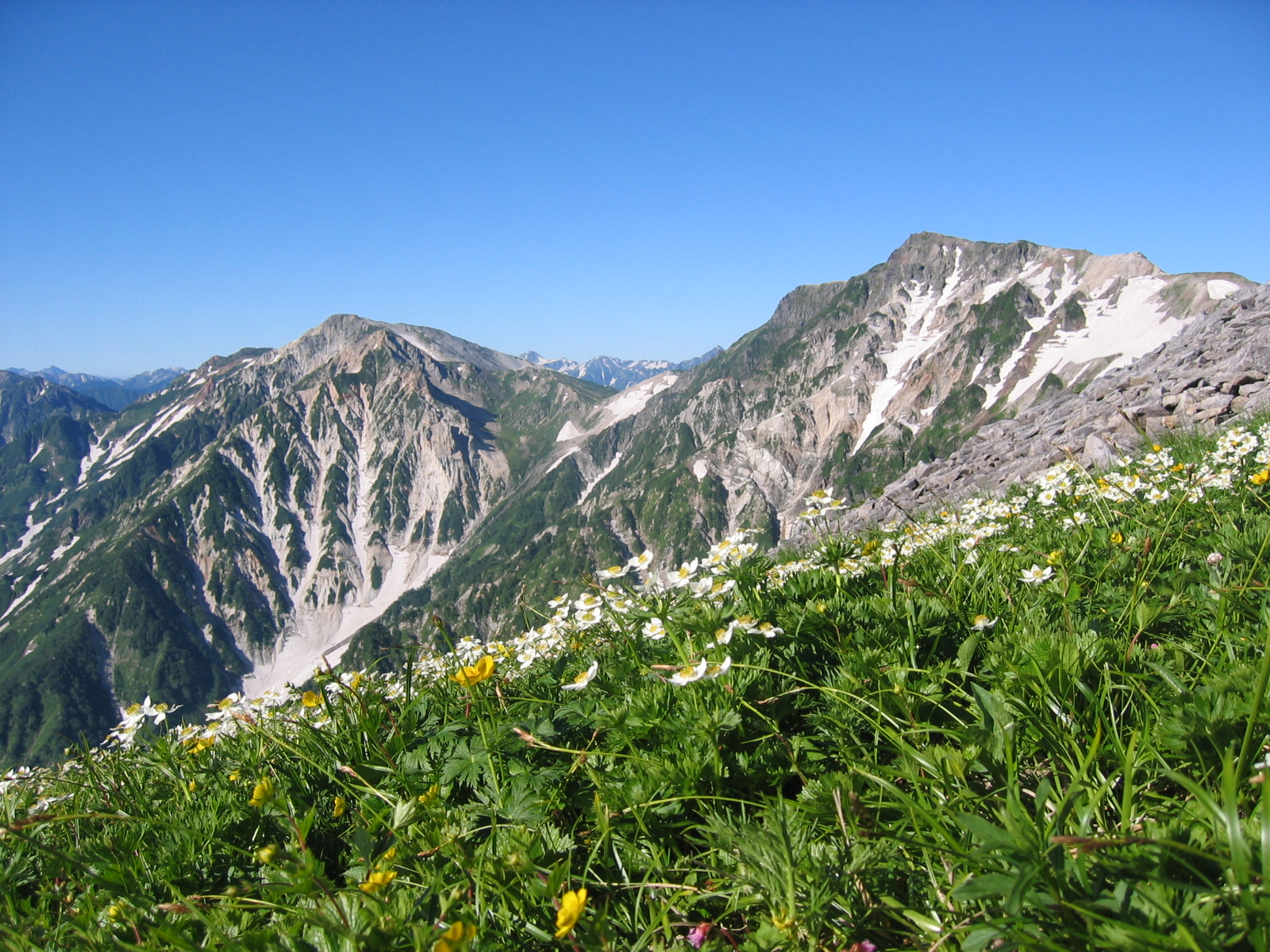
Masyw Shirouma, góry Hida
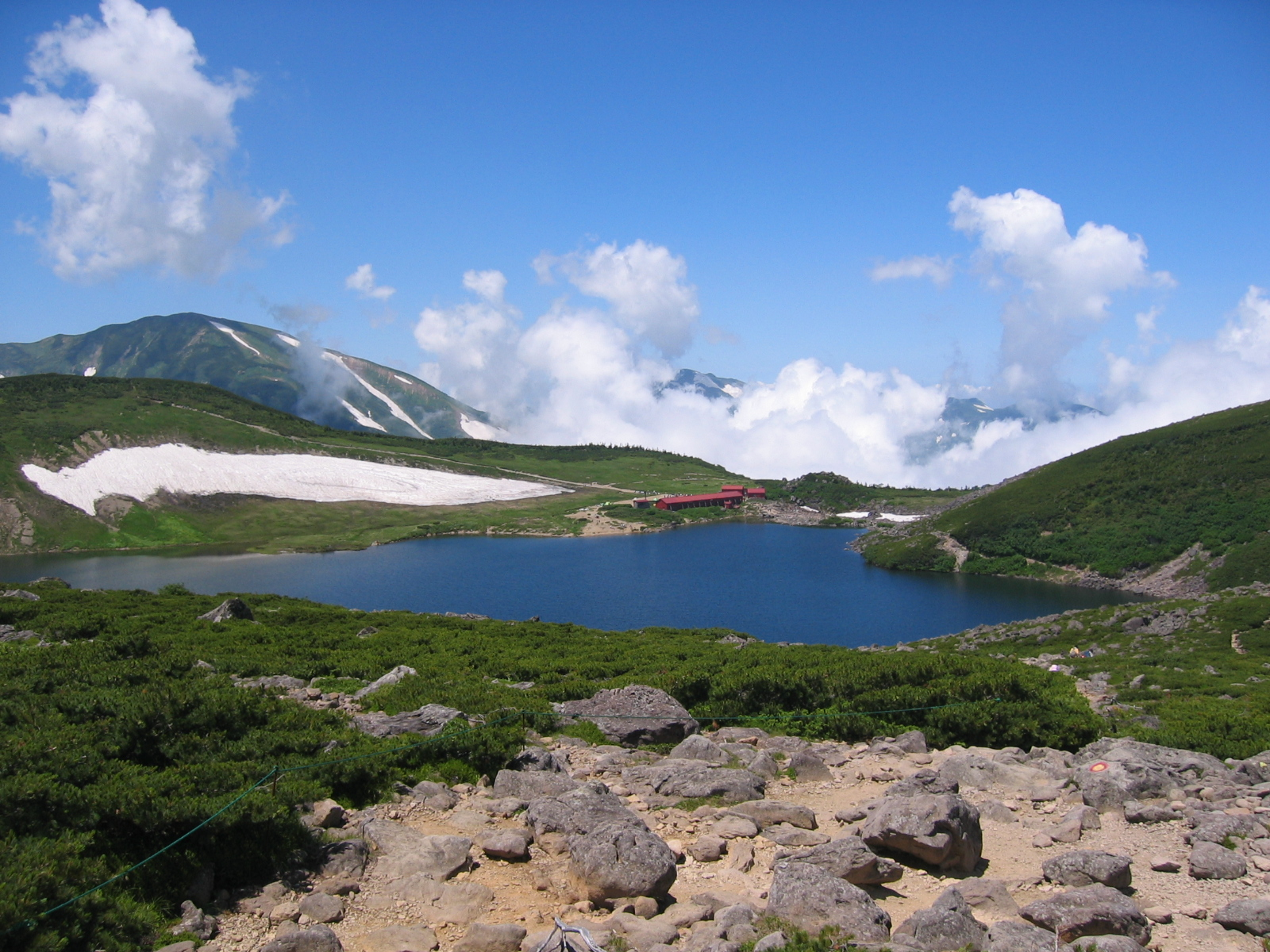
Hakuba-ōike (lub Shirō-ōike), staw w górach Hida